# Larache Club de Fútbol
El Larache Club de Fútbol fue un club de fútbol marroquí fundado en la ciudad de Larache en el norte de Marruecos, dentro del protectorado español. Se fundó en 1940 con el nombre de Sociedad Deportiva Larache,  que posteriormente cambia primero en 1945 a Patronato Deportivo Larache para cambiar definitivamente por deseo expreso de la afición a Larache C.F en 1947. El club desapareció de las competiciones españolas tras la independencia de Marruecos en 1956.
Sin embargo, como continuación del fútbol en la ciudad se funda en 1956 el Club Chabab Larache, que juega en la liga marroquí de la temporada 1956-57 en la segunda división, llegando a jugar en la primera división en la temporada 1959-60 y 1960-61 con varios jugadores españoles como Alvarito, Castillo, Facundo, Quique y Emilin. Equipación camiseta, pantalón y medias blancas
El Larache CF alcanzó la tercera división española, donde militó ocho temporadas (1946-47, 47-48, 48-49, 49-50, 50-51, 51-52, 54-55 y 55-56) hasta su desaparición.

## Uniforme
- Uniforme titular: Camiseta franjas blancas y azules, pantalón blanco, medias negras.
- Uniforme alternativo: Camiseta blanca, pantalón blanco, medias blancas.

## Estadio
Los partidos en casa se jugaban en el estadio llamado "Estadio Santa Bárbara", con capacidad para unos 4900 espectadores. La sede social del club se encontraba en el "Bar Selva", en la Plaza de España de la ciudad de Larache.